# 첩보
첩보(諜報, intelligence)는 별다른 분석을 거치지 않은 "수집한 정보"도 포함할 수 있는 지적 생산물이다.
산업, 치안, 경제, 군사 상의 목적 등을 위해서, 상대국이나 상대 조직의 정보를 수집하는 첩보 활동(intelligence operations) 중 비합법적 수단에 의한 정보 수집을 간첩 행위(Espionage)라고 한다.

## 개요

### 국가 인텔리전스
국가간에 일국이 타국의 비밀 정보를 수집하는 활동이다. 첩보는 좁은 의미에는 정보수집을 의미하지만, 넓은 의미에는 분석, 평가, 자료 작성 등의 활동을 포함시킨다.
첩보 활동은 주로 정보 기관(경우에 의해 첩보 기관이라고도 불린다)의 직원이나 그 협력자 등이 행하고, 이용하는 수단에 의해 몇인가로 분류된다. 신문, 언론 등에서 일반적으로 공개되어 있는 정보의 수집이나 정리, 분석·평가도 정보기관이 중요한 활동의 하나로서, 비밀·비합법활동에 의한 정보의 수집이 모두가 아니다. 또, 암호의 개발이나 해독 등에 최고 수준의 전문가가 투입되는 것도 진귀하지 않다. 스파이의 적발이나 선전, 선동, 암살, 파괴 공작 등의 모략활동 등은 보통 「첩보」에는 포함하지 않는다.

## 같이 보기
- 정보
- 정보 기관 목록
- 비즈니스 인텔리전스
- 찌라시